# Entella taborana
Entella taborana es una especie de mantis de la familia Mantidae.

## Distribución geográfica
Se encuentra en Tanzania.